# Web of Spider-Man
Web of Spider-Man è il nome di due diverse pubblicazioni a fumetti dedicate all'Uomo Ragno pubblicata dalla Marvel Comics. La prima ha esordito in edicola il 10 aprile 1985 e si è conclusa nell'ottobre 1995 dopo 129 numeri mentre la seconda è stata pubblicata per dodici numeri fra il 2009 e il 2010. La serie vede il ritorno del simbiota alieno che si impossessa del costume dell'Uomo Ragno.

## Storia editoriale

### Edizione americana

#### Prima serie
La prima serie è iniziata nell'ottobre 1985 e si è conclusa dopo 129 numeri, nell'ottobre 1995.
Il primo numero della serie è stato realizzato da Louise Simonson ai testi e da Greg La Rocque ai disegni con copertina di Charles Vess.
La collana ha avuto anche 10 albi supplementari annuali, i cosiddetti Annual, dal 1985 al 1994.

#### Seconda serie
La seconda serie è stata pubblicata per dodici numeri fra il 2009 e il 2010. Nasce come rivista antologica che prende il posto della serie Amazing Spider-Man Familycon storie inizialmente scritte da J. M. DeMatteis. Ha ospitato inoltre le storie di Spider-Girl scritte da Tom DeFalco e disegnate da Ron Frenz dopo aver esordito sulla serie The Spectacular Spider-Girl. La serie si è conclusa nel novembre 2010 dopo 12 numeri.

### Edizione italiana
In Italia la serie venne pubblicata parzialmente all'interno della collana Uomo Ragno dedicata al personaggio dall'editore Star Comics a partire dal n°55 del 1990 e nella collana Uomo Ragno Deluxe edito dalla Marvel Italia